# Курсай (Хобдинський район)
Курса́й (каз. Құрсай) — село у складі Хобдинського району Актюбінської області Казахстану. Входить до складу Кобдинського сільського округу.
До 1998 року село називалось Михайловка.
Населення — 150 осіб (2021; 334 у 2009, 837 у 1999, 1740 у 1989).